# Andrenosoma cornuta
Andrenosoma cornuta är en tvåvingeart som beskrevs av H. Oldroyd 1972. Andrenosoma cornuta ingår i släktet Andrenosoma och familjen rovflugor. Inga underarter finns listade i Catalogue of Life.